# …Magni blandinn ok megintiri…
…Magni blandinn ok megintiri… (‚… Gemischt mit Stärke und stolzer Pracht …‘) ist das zweite Studioalbum der deutsch-isländischen Viking-Metal-Band Falkenbach. Es wurde am 21. Januar 1998 via Napalm Records veröffentlicht. Es wurde außerdem im Jahr 2002 via Skaldic Art Productions als Vinyl veröffentlicht (auf 1000 Kopien limitiert).

## Stil
Die Texte sind alle in englischer Sprache gehalten und handeln von der nordischen Mythologie. Das Album fiel melodischer aus als der Vorgänger und wurde von Fachzeitschriften hoch gelobt. Das Rock-Hard-Magazin nahm das Album in die Liste der „250 Black-Metal-Alben, die man kennen sollte“ auf.

## Entstehung
…Magni blandinn ok megintiri… ist das letzte Album, an dem Vratyas alleine beteiligt war. Nach dem Album war es fast 6 Jahre ruhig um Falkenbach, was das Gerücht aufwarf, er wolle die Band auflösen. In einem Interview sagt er jedoch, er „finde es  wichtig, den richtigen Zeitpunkt für ein Album zu haben, ohne dabei auf kommerzielle Aspekte zu achten.“ 2003 veröffentlichte er dann das Nachfolgealbum Ok nefna tysvar ty.

## Titelliste
1. …When Gjallarhorn Will Sound… – 08:29
2. …Where Blood Will Soon Be Shed… – 07:14
3. Towards the Hall of Bronzen Shields – 06:01
4. The Heathenish Foray – 08:00
5. Walhall – 05:29
6. Baldurs Tod – 05:53